# Institut d'électronique de microélectronique et de nanotechnologie
 (octobre 2023).
 (octobre 2023).
Si vous disposez d'ouvrages ou d'articles de référence ou si vous connaissez des sites web de qualité traitant du thème abordé ici, merci de compléter l'article en donnant les références utiles à sa vérifiabilité et en les liant à la section « Notes et références ».
 (octobre 2023).

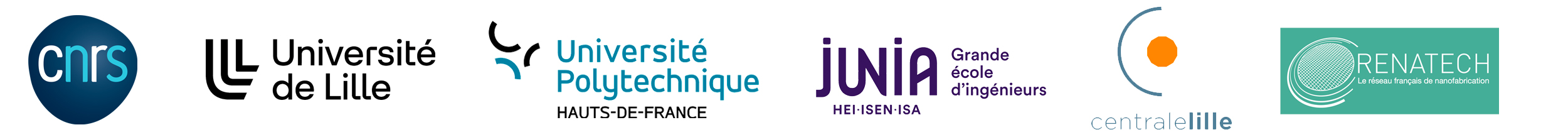
LOGOS IEMN

L’Institut d'Electronique, de Microélectronique et de Nanotechnologie ou IEMN est un institut de recherche dont le laboratoire central est situé à Villeneuve-d'Ascq (Métropole Européenne de Lille, Hauts-de-France), avec des antennes à Valenciennes, Lille et Villeneuve-d'Ascq.
Cette Unité mixte de recherche CNRS (UMR) dépend de cinq tutelles (CNRS, Université de Lille, Université Polytechique Hauts-de-France, Centrale Lille, Junia) et comprend plus de 450 personnes, dont ~230 permanents, enseignants-chercheurs, chercheurs, ingénieurs et techniciens, et plus de 200 doctorants et post-doctorants.
L’IEMN mène des activités fondamentales ou appliquées, très interdisciplinaires, visant en particulier à développer des technologies miniaturisées pour l’électronique, la photonique, les télécommunications, les technologies pour la santé, l’énergie électrique, l’internet des objets ou encore le transport.
L’IEMN est membre du réseau Renatech, le réseau académique français des équipements de pointe dans le domaine de la micro et nanotechnologie piloté par le CNRS. Onze spinoffs ont été issues de ses travaux.
Le laboratoire central de l’IEMN est desservi par la station de métro Quatre Cantons - Stade Pierre-Mauroy.

## Historique
L’IEMN a été créé en 1992 par le Centre National de la Recherche Scientifique, l'Université des Sciences et Technologies de Lille (maintenant au sein de l’Université de Lille), l'Université de Valenciennes et du Hainaut-Cambrésis (maintenant Université Polytechnique Hauts-de-France) et l'Institut Supérieur d’Électronique du Nord (maintenant au sein de Junia). L’institut résulte de la fusion de trois laboratoires :
·      le Centre Hyperfréquences et Semiconducteurs de l'Université des Sciences et Technologies de Lille;
·      le Laboratoire d'Opto-Acousto-Électronique de l'Université de Valenciennes et du Hainaut-Cambrésis;
·      le Laboratoire d'Etudes des Surfaces et Interfaces de l'Institut Supérieur d’Électronique du Nord.
Son nom est alors « Institut d'Électronique et de Microélectronique du Nord ». En regroupant en une structure unique l'essentiel de la recherche régionale dans les domaines des microtechnologies, l'IEMN constitue un pôle de taille européenne.

## Organisation de la recherche
L’IEMN est composée de 22 groupes de recherches qui se répartissent dans cinq départements :
•	Matériaux Nanostructures et Composants
•	Micro/nano/bio-systèmes, ondes et microfluidique
•	Micro, Nano et Optoélectronique
•	Technologies des télécommunications et systèmes intelligents
•	Acoustique et systèmes intégrés

## Formation par la recherche
Le laboratoire accueille chaque année de nombreux étudiants en stage de master ou en thèse.
Il est rattaché à l’École Doctorale Sciences de l’Ingénierie et des Systèmes (ENGSYS-632), de l’Université de Lille, dans le domaine « Micro et Nanotechnologies, Acoustique et Télécommunications » (MNTAT).
Il est également rattaché à l’Ecole Doctorale Polytechnique Hauts-de-France (PHF-635) pour le site de Valenciennes.

## Projets majeurs
Une grande part de l'activité scientifique de l'IEMN s'intègre dans 9 projets phares :
- Transport
- Nano-caractérisation
- Matériaux
- Micro / Nano dispositifs
- L'Internet des Objets
- Énergie
- Technologies neuromorphiques
- Télécoms Ultra-Hauts Débits
- Technologies pour la santé

## Les moyens expérimentaux
L'IEMN dispose de plus de 40M€ de moyens expérimentaux. Les moyens les plus importants en termes d'équipements et de ressources humaines sont en particulier réunis au sein de deux plateformes labellisées, la Centrale de Micro et Nano Fabrication, et la Plateforme de Caractérisation Multi-Physique.

## Plateforme centrale de micro nano fabrication
La plateforme de MicroNanofabrication s’étend sur 1600m² de salle blanche certifiés ISO6 et 260m² supplémentaires dédiés au back-end. La centrale dispose d’une large palette d’équipements allant des basiques de l’industrie du semi-conducteur aux équipements de pointe en micro-nanofabrication.
Historiquement conçue pour le développement de composants dans le domaine de l’électronique principalement, la salle blanche de l’IEMN est devenue une plateforme multidisciplinaire pour la fabrication de composants et systèmes avancés dans des domaines variés tels que les microsystèmes, les bioMEMs, la photonique ou l’acoustique. Une équipe d’une vingtaine d’ingénieurs et techniciens qualifiés travaille en étroite collaboration avec chercheurs, doctorants et post-doctorants, la centrale permet d’explorer les projets les plus ambitieux offerts par les micro et nanotechnologies.
Elle est l'une des six centrales du réseau RENATECH.

### Objectif
La mission principale de la CMNF est d’être le support technologique des équipes de recherche de l’Institut. De plus, les projets extérieurs à l’IEMN peuvent être pris en charge via une cellule d’accueil projets grâce au réseau RENATECH (réseau national des grandes centrales en micro-nanofabrication) dont l’IEMN est membre actif.
La CMNF propose son infrastructure et son expertise au service des projets du laboratoire mais également d’entreprises et institutions extérieures.
Elle est organisée autour de grands domaines de compétences: Croissances et dépôts de couches minces, Lithographie, Gravure, Caractérisation de procédés, Intégration-Assemblage-Packaging, Traitements thermiques-Implantation ionique ou encore BioMicrofluidique.
La plupart des équipements de la centrale est accessible à tous les utilisateurs sur habilitation. Seuls certains équipements très sensibles sont en accès restreint, du fait d’un maniement complexe ou des risques associés.
Il existe également une cellule d’accueil projets, relais du réseau Renatech en interne, qui permet la demande de réalisation par l’équipe technique de briques technologiques ou d’un procédé technologique complet (composant, micro-objet, caractérisation…).

### Organisation
La plateforme est organisée sous la forme de cinq grands « Pôles » :
- pôle Dépôt et Épitaxie ;
- pôle Gravure et implantation ;
- pôle Lithographie ;
- pôle Analyse in line ;
- pôle Soft Lithographie et Bio / microfluidique.
- Pôle Protypage & Intégration

Les « pôles » sont un regroupement d’appareillages ou d’un ensemble de plusieurs bâtis gérés par une équipe. Chacune de ces ressources correspond à une compétence particulière.

### Exemple de machines et procédés
La centrale de technologie regroupe près de 70 équipements lourds. Ces équipements sont les moyens qui permettent aux équipes de recherche de la centrale de concevoir et réaliser des dispositifs semi-conducteur.

## Plateforme de Caractérisation Multi-Physiques
La Plateforme de Caractérisation Multi-Physique de l’IEMN comprend 4 pôles dédiés à la caractérisation des matériaux, des dispositifs et des systèmes électroniques, de l’échelle nanométrique aux systèmes électroniques dans leur environnement.

### Organisation
La plateforme est organisée sous la forme de quatre grands « pôles » :
- le pôle PCP : Pôle Microscopie en Champ Proche
- le pôle C2EM : Caractérisation et compatibilité Électromagnétique ;
- le pôle SigmaCom : Σcom, Systèmes COMmunicants
- le pôle CHOP : Caractérisation hyperfréquence optique et photonique